# Split (aktier)
En split innebär att man delar antalet aktier i flera mindre delar, varpå varje akties nominella belopp också sjunker med motsvarande del. En "split 1000:1" betyder då att man får 1000 nya aktier mot 1 gammal och att var och en av de nya aktierna då representerar 1/1000-del av det nominella beloppet hos den gamla aktien. De nya aktiernas sammanlagda värde är lika stort som den gamla aktien, det vill säga spliten förändrar inte värdet på innehavet.
Bolag använder sig oftast av split för att varje enskild akties värde ska vara hanterbart, oftast i fråga om handel. En aktie med en börskurs på 10 000 kronor kan bli svår att omsätta på börsen, då många kanske bara skulle vilja köpa för ett par tusen kronor. Om man då istället gör en split 1000:1 kommer den nya aktiens kurs att vara 10 kronor, vilket är enklare att handla med och detta gör troligen aktien mer likvid, det vill säga omsättningen av aktien på börsen ökar och värdet blir därmed mer stabilt och rättvisande.
Motsatsen till split kallas omvänd split eller sammanläggning och har motsvarande effekt. Om ett bolags värde har minskat så mycket att börskursen ligger på en bråkdel av en krona kan en omvänd split göra att bolagets aktievärde går att överblicka på ett tydligare sätt eftersom varje aktie representerar en mer lagom del av bolaget och likviditeten i aktien kan därmed öka och dess värde bli mer stabilt.
I teorin är syftet med en aktiesplit endast att förenkla handeln och öka omsättningen av aktien. Ibland medför dock en aktiesplit en viss kurspåverkan. Det kan antingen bero på att fler nu har möjlighet att handla aktien, eller att fler får upp ögonen för aktien.